# Aroneanu
Aroneanu è un comune della Romania di 3 012 abitanti, ubicato nel distretto di Iași, nella regione storica della Moldavia.
Il comune è formato dall'unione di 4 villaggi: Aroneanu, Dorobanț, Rediu Aldei, Șorogari.
Aroneanu fa parte della Zona Metropolitana di Iași.
Le origini di Aroneanu risalgono al XVI secolo e la località prende il nome dal signore della Moldavia Aron Vodă, che nel 1594 vi fece costruire un monastero.